# Broken Strings
«Broken Strings» — сингл Джеймса Моррісона, виконаний з Неллі Фуртаду, з альбому «Songs for You, Truths for Me». Випущений 8 грудня 2008 року лейблом Polydor.

## Список композицій і форматів
CD-сингл
1. «Broken Strings» (з Неллі Фуртаду)
2. «Say It All Over Again»

Maxi-CD-сингл
1. «Broken Strings» (з Неллі Фуртаду)
2. «Say It All Over Again»
3. «Broken Strings» (Live At Air Studios)
4. «You Make It Real» (Live At Air Studios)
5. «Broken Strings» (Video)

Промо CD-сингл
1. «Broken Strings» (Remix) (з Неллі Фуртаду)
2. «Broken Strings» (з Неллі Фуртаду)